# Opelousa
Opelousa.- /Možda od Mobilian i Choctaw naziva Aba lusa, "black above" odnosno "black headed" ili "black haired". Nekadašnje indijansko pleme iz jezične porodice Attacapan.

## Lokacija
U susjedstvu današnjeg gradića Opelousas u južnoj Louisiani, današnja župa St. Landry.

## Povijest
Čini se da je Opelouse prvi spomenuo Bienville u neobjavljenom izvješću o Indijancima iz regije Mississippija i Meksičkog zaljeva. Bili su malobrojni i vodili su lutajući život. Zadržali su nekakvu posebnu plemensku egzistenciju u devetnaestom stoljeću, ali su nestali do kraja njegove prve četvrtine.

## Populacija
Oko 1715. godine procjenjuje se da ovo pleme ima 130 ratnika; 1805. godine kažu da ih je bilo 40, a 1814. godine ukupna populacija plemena iznosi 20.

## Vanjske poveznice
- Opelousas Indians, Baptisms/Burials
- Opelousas Territory  Arhivirana inačica izvorne stranice od 29. listopada 2021. (Wayback Machine)